# God of War III
God of War III es un videojuego de acción y aventura hack & slash desarrollado por Santa Monica Studio y publicado por Sony Computer Entertainment. Lanzado por primera vez para PlayStation 3 el 16 de marzo de 2010, es la quinta entrega de la serie God of War, la séptima cronológicamente y la secuela del videojuego de 2007 God of War II. Basado libremente en la mitología griega, el juego se desarrolla en la antigua Grecia con la venganza como motivo central. El jugador controla al protagonista y antiguo dios de la guerra Kratos, tras su traición a manos de su padre Zeus, rey de los dioses del Olimpo. Reanudando la Gran Guerra, Kratos asciende al Monte Olimpo hasta que es abandonado por la Titán Gaia. Guiado por el espíritu de Atenea, Kratos lucha contra monstruos, dioses, titanes y caballeros en la búsqueda de Pandora, sin la cual no puede abrir la Caja de Pandora, derrotar a Zeus y acabar con el reinado de los dioses olímpicos para vengarse.
El modo de juego es similar a las entregas anteriores, y se centra en el combate basado en combos con el arma principal del jugador, las Espadas del Caos, y las armas secundarias adquiridas durante el juego. Utiliza eventos de tiempo rápido, donde el jugador actúa en una secuencia cronometrada para derrotar a enemigos y jefes fuertes. El jugador puede usar hasta cuatro ataques mágicos y una habilidad para mejorar el poder como opciones de combate alternativas, y el juego presenta rompecabezas y elementos de plataformas. En comparación con entregas anteriores, God of War III ofrece un sistema de magia renovado, más enemigos, nuevos ángulos de cámara y contenido descargable.
God of War III fue aclamado por la crítica tras su lanzamiento, con elogios por los gráficos, la jugabilidad y su amplitud, aunque la trama recibió críticas mixtas. El juego recibió varios premios, incluidos "Juego más esperado de 2010" y "Mejor juego de PS3" en los premios Spike Video Game Awards de 2009 y 2010, respectivamente, y el premio "logro artístico" en la British Academy of Film and Television Arts (BAFTA) Video Game Awards. El segundo juego más vendido de la serie God of War y el noveno juego de PlayStation 3 más vendido de todos los tiempos, vendió casi 5,2 millones de copias en todo el mundo en junio de 2012 y se incluyó en God of War Saga lanzado para PlayStation 3 el 28 de agosto de 2012. Desde su lanzamiento, también ha sido nombrado como uno de los mejores videojuegos de todos los tiempos. En celebración del décimo aniversario de la franquicia God of War, el 14 de julio de 2015 se lanzó una versión remasterizada del juego, titulada God of War III Remastered, fue lanzado para PlayStation 4 (PS4) el 14 de julio de 2015; A junio de 2023, la versión remasterizada ha vendido aproximadamente 4 millones de copias. Después de que se lanzaron dos precuelas más, el 20 de abril de 2018 se lanzó una secuela directa de God of War III titulada simplemente God of War, que sirvió como un reinicio suave de la franquicia y cambió el escenario a la mitología nórdica.

## Sinopsis

### Características
Al igual que con los juegos anteriores, God of War III se desarrolla en una versión alternativa de la antigua Grecia poblada por dioses olímpicos, titanes, héroes y otros personajes de la mitología griega. Los eventos del juego se desarrollan entre God of War II de 2007 y God of War de 2018. El juego se desarrolla en varios lugares del Monte Olimpo, incluida la Tumba de Ares, la antigua ciudad de Olimpia, el Camino de Eos, el Laberinto, varias áreas del Palacio de los Dioses, como el Foro y los Jardines de Hera, y el Inframundo y Tártaro.
La Tumba de Ares, que alberga los restos del antiguo Dios de la Guerra, y la ciudad de Olimpia se encuentran a los lados del Monte Olimpo. Un poco más allá de la ciudad está el Camino de Eos, una caverna oculta cerca del pie del Olimpo. El Palacio de los Dioses es el hogar de los atletas olímpicos y cuenta con el Foro (un pequeño coliseo), los Jardines de Hera y las cámaras de Afrodita y Poseidón. El Laberinto es un gran rompecabezas aéreo construido por el arquitecto Dédalo para encarcelar a Pandora en las Cavernas del Olimpo, hogar de Escopio y su descendencia. El Inframundo, gobernado por Hades y dividido por el río Estigia, es el reino de los muertos. El palacio de Hades contiene los restos de su esposa, Perséfone, a quien Kratos mató en Chains of Olympus. El inframundo también alberga las estatuas de los tres jueces del inframundo, que sostienen la cadena de equilibrio que conecta el inframundo con el Olimpo. Tartarus es la prisión de los muertos donde el Titán Crono fue desterrado después de que Kratos recuperara la Caja de Pandora del Templo de Pandora en God of War de 2005.

### Personajes
Kratos (con la voz de Terrence C. Carson), el protagonista del juego, es un guerrero semidiós espartano que se convirtió en el dios de la guerra después de matar a Ares y busca vengarse de Zeus por su traición. Otros personajes incluyen dioses griegos como Atenea (Erin Torpey), la diosa de la sabiduría y mentora y aliada de Kratos; Zeus (Corey Burton), rey de los dioses y principal antagonista; Poseidón (Gideon Emery), dios del mar; Hades (Clancy Brown), dios del Inframundo; Hefesto (Rip Torn), el dios herrero; Hermes (Greg Ellis), mensajero de los Dioses y dios de la velocidad y el comercio; Helios (Crispin Freeman), el dios del Sol; Hera (Adrienne Barbeau), reina de los dioses que controla la vida vegetal; y Afrodita (April Stewart), diosa del amor y la sexualidad. Se presentan varios titanes, incluidos Gaia (Susanne Blakeslee), Cronos (George Ball), Epimeteo, Océano y Perses. Otros personajes incluyen a Heracles (Kevin Sorbo), un semidiós y medio hermano de Kratos; el arquitecto Dédalo (Malcolm McDowell), padre de Ícaro; y Pandora (Natalie Lander), la hija artificial de Hefesto. Los personajes secundarios incluyen a los tres Jueces del Inframundo: el rey Minos (Mark Moseley), el rey Radamantis y el rey Éaco; Pirítoo (Simon Templeman), un prisionero del Inframundo enamorado de Perséfone, y la esposa e hija de Kratos: Lisandra (Gwendoline Yeo) y Calíope (Debi Derryberry), quienes aparecen en una secuencia argumental en la que Kratos viaja a través de su propia psique.

### Argumento
Kratos, Gaia y los otros titanes ascienden al Monte Olimpo para destruir a los dioses olímpicos. Poseidón lanza un asalto contra ellos, pero Kratos y Gaia lo matan; su muerte hace que los océanos inunden Grecia. Al llegar a la cima del Olimpo, intentan atacar a Zeus, pero él los hace retroceder y los tira de la montaña. Mientras Gaia se aferra a la ladera de la montaña, se niega a salvar a Kratos, llamándolo un peón para la venganza de los Titanes.
Kratos cae al río Estigia, donde pierde la Espada del Olimpo antes de que las almas del inframundo lo debiliten y arruinen las Espadas de Atenea. Al salir del río, es recibido por el espíritu de Atenea, quien fue llevada a una existencia superior después de que ella se sacrificó para salvar a Zeus de Kratos, y ahora puede presenciar verdades que antes no podía. Ella le da las Espadas del Exilio y le dice que debe extinguir la Llama del Olimpo para matar a Zeus. Después de encontrar a los tres jueces del inframundo y la cadena del equilibrio, Kratos se encuentra brevemente con el espíritu de Pandora, a quien confunde brevemente con su hija muerta, Calíope. Tras un encuentro con el herrero olímpico Hefesto y recuperar la Espada del Olimpo, mata a Hades y libera las almas del Inframundo. Kratos considera buscar el alma de Calíope, pero Atenea le recuerda su búsqueda y deja el inframundo. Al llegar a Olimpia, encuentra a Gaia herida, quien le suplica ayuda. Sin embargo, Kratos, resentido por la traición anterior de Gaia, le corta el brazo y la hace caer hacia su aparente muerte.
Kratos continúa su ascenso, asesinando a poderosos enemigos como el titán Perses y el dios Helios; hundiendo a Grecia en la oscuridad eterna en el proceso. Esto lleva a un encuentro con Hermes, quien se burla de Kratos por sus pecados pasados. Kratos persigue a Hermes hasta que llega a la Cámara de la Llama, donde descubre que la Caja de Pandora se encuentra dentro de la Llama del Olimpo, que Atenea dice que solo Pandora puede sofocar. Kratos continúa tras el exceso de confianza de Hermes, a quien atrapa y mata, liberando una plaga sobre Grecia. En el Foro, tiene una audiencia con la borracha Hera, quien ignora su solicitud de ubicación de Pandora y convoca a Hércules. Después de hablar sobre los celos de su medio hermano, Hércules ataca a Kratos, pero muere. Kratos luego se encuentra con Afrodita, quien es indiferente a su guerra en el Olimpo. Ella lo lleva de regreso a su esposo separado, Hefesto, a través de la Puerta de Hiperión. El herrero envía a Kratos al Tártaro para recuperar la Piedra Ónfalo, alegando que forjará una nueva arma para el espartano, aunque en secreto planeó matarlo. Kratos se enfrenta a Crono, mata al titán por la piedra y regresa con Hefesto. Después de forjar el arma, el dios intenta matar al propio Kratos; sin embargo, el espartano mata a Hefesto en defensa propia. Antes de morir, Hefesto afirma que estaba tratando de proteger a su hija Pandora, quien fue encarcelada en el Laberinto después de que Kratos abrió su caja, y le ruega a Kratos que la perdone. Reutilizando la Puerta de Hiperión, Kratos viaja a través de los Jardines de Hera, donde mata a Hera por faltarle el respeto a Pandora, acabando con toda la vida vegetal griega, antes de dirigirse al Laberinto.
El arquitecto encarcelado, Dédalo, le dice a Kratos que una el Laberinto. Completando esta tarea, Kratos se abre camino a través del rompecabezas aéreo y rescata a Pandora. Neutralizando a los jueces y rompiendo la Cadena del Equilibrio, Kratos levanta el Laberinto y Pandora intenta entrar en la Llama. Zeus interviene y lucha contra Kratos, pero Pandora se sacrifica a pesar de la desgana de Kratos. Al encontrar la Caja de Pandora vacía, Kratos ataca a Zeus. Sin embargo, después de haber sobrevivido a su aparente desaparición, Gaia regresa e intenta matarlos a ambos, pero escapan a través de su cuerpo y continúan su batalla dentro de su pecho. Kratos empala a Zeus contra su corazón, matando a Gaia y aparentemente a Zeus. Creyendo que ha terminado, Kratos es atacado por el espíritu de Zeus, quien le quita sus armas y poderes. Antes de que Zeus pueda acabar con él, Kratos es salvado por una visión de Pandora durante un viaje a su psique. Con la ayuda de los espíritus de Calíope y su esposa Lisandra, Kratos se perdona a sí mismo antes de recuperar la conciencia, recuperando sus poderes de dios junto con el poder de la Esperanza, obligando al espíritu de Zeus a regresar a su cuerpo; Kratos lo golpea hasta matarlo. Completada su venganza, Kratos contempla el apocalíptico paisaje griego, como resultado de haber matado a Zeus y al Panteón griego.
Atenea reaparece y le exige a Kratos que le devuelva lo que cree que tomó de la Caja de Pandora. Cuando Kratos le dice que estaba vacía, ella se niega a creerlo y le explica que cuando Zeus selló los males del mundo en la caja, también colocó el poder de la esperanza en ella; previendo que eventualmente se abriría. Atenea se da cuenta de que cuando Kratos abrió la caja para derrotar a Ares, los males escaparon y corrompieron lentamente a los dioses mientras Kratos estaba imbuido de esperanza, que había estado oculta por su culpa. Ella exige que Kratos le devuelva su poder, pero él se niega y aparentemente se suicida para que la humanidad pueda tenerlo. Atenea se va con las manos vacías, mientras Kratos se derrumba en un mural de un Fénix.
En una escena poscréditos, se ve un rastro de sangre que se aleja de la Espada del Olimpo abandonada; lo que implica la supervivencia de Kratos pero dejando su paradero desconocido.

## Jugabilidad
Véase también: Elementos de juego comunes en la serie God of War
God of War III es un videojuego de acción y aventura con elementos de hack and slash. Es un videojuego en tercera persona para un solo jugador. Al igual que en entregas anteriores, el jugador controla al personaje Kratos desde una perspectiva de cámara fija en juegos de rompecabezas, plataformas y combate basados en combos. Los enemigos son una variedad de criaturas mitológicas griegas, incluidos centauros, harpías, quimeras, cíclopes, sátiros, minotauros, sirenas, cerberos y gorgonas. El jugador también debe escalar paredes y escaleras, saltar abismos y columpiarse en cuerdas para avanzar en el juego. Los acertijos incluidos varían en dificultad: algunos acertijos solo requieren que los objetos se coloquen en una posición específica, mientras que otros requieren tiempo y precisión, como un acertijo con una mecánica similar a Guitar Hero. Además de encontrar Ojos de Gorgona y Plumas de Fénix de los juegos anteriores, los Cuernos de Minotauro es un elemento nuevo que se puede encontrar. Donde los ojos y las plumas aumentan los medidores de salud y magia del jugador, los cuernos aumentan el medidor de elementos, lo que permite un mayor uso de armas secundarias, llamadas "Objetos".

### Combate
El arma principal de Kratos son las Espadas del Exilio, que reemplazan a las Espadas de Atenea utilizados en entregas anteriores y en los primeros momentos del juego. El arma es un par de cuchillas unidas a cadenas envueltas alrededor de las muñecas y los antebrazos de Kratos que se pueden balancear en una serie de maniobras. Durante el juego, Kratos adquiere nuevas armas, las Garras de Hades, el Cestus de Nemea y el Látigo de Némesis, con otras opciones de combate. Se requiere el Cestus de Nemea, un par de guanteletes y el Látigo de Némesis, similar a las Espadas del Exilio, para avanzar en partes del juego; por ejemplo, se necesita el Cestus de Nemea para atravesar objetos compuestos de ónix.
A diferencia de los juegos anteriores, las habilidades mágicas se aprenden con la adquisición de una nueva arma, dándole a cada arma su propio ataque mágico; por ejemplo, el Ejército de Esparta solo se puede usar con las Espadas de Exilio. La magia le da a Kratos una variedad de formas de atacar y matar enemigos, como la habilidad Invocación de Almas de las Garras de Hades, que conjura almas para atacar a los enemigos. Otra magia incluye el Rugido de Nemea del Cestus de Nemea y la Ira de Némesis del Látigo de Némesis. Además de cuatro armas principales, se adquieren tres secundarias, conocidas como Items: el Arco de Apolo, la Cabeza de Helios y las Botas de Hermes. Se requiere que los tres avancen en ciertas etapas del juego; por ejemplo, la Cabeza de Helios se puede usar como linterna en áreas oscuras y para revelar entradas ocultas.
Las reliquias del tridente de Poseidón, el vellocino de oro y las alas de Ícaro adquiridas en juegos anteriores se conservan y se usan para superar los obstáculos ambientales, y el vellocino de oro se usa para desviar los ataques enemigos. Hades' Soul le permite a Kratos nadar en el río Estigia. La Espada del Olimpo, un arma principal en God of War II, se usa en este juego con la habilidad especial Ira de Esparta para invulnerabilidad temporal y mayor daño de ataque.
Las nuevas incorporaciones al juego incluyen el agarre de combate, una maniobra de agarre a distancia que, según el arma, puede atraer a Kratos hacia los enemigos o alejarlos (necesario en ciertos puntos del juego, con Kratos montando arpías a través de abismos) y un simple agarrar lo que le permite usar a un enemigo débil como un ariete. Kratos ahora puede cambiar rápidamente entre las cuatro armas principales en la batalla, continuando con la misma combinación de ataque. Otras características adicionales incluyen la adición de diez posesiones divinas, a menudo ocultas cerca de los enemigos derrotados y que proporcionan habilidades adicionales como magia ilimitada durante el juego de bonificación. El modo desafío en este juego se llama Desafío del Olimpo (siete intentos) y se desbloquea después de completar el juego. Este modo requiere que los jugadores completen una serie de tareas específicas, por ejemplo, matar a todos los enemigos sin armas en un tiempo limitado. El jugador puede desbloquear recompensas adicionales, como disfraces adicionales para Kratos, videos detrás de escena y arte conceptual de los personajes y entornos, al completar los niveles de dificultad y el modo desafío del juego. Un nuevo modo, Combat Arena, permite a los jugadores establecer niveles de dificultad y elegir oponentes para perfeccionar sus habilidades de juego.

## Desarrollo
En una entrevista de 2007 con GameTrailers, el creador y director del juego de God of War, David Jaffe, explicó su intención original para la serie, que es diferente del final real de God of War III, que se basó en la visión del director del juego Stig Asmussen. La idea de Jaffe era que "God of War explica, o en última instancia explicará, por qué no hay más mitos griegos". Dijo que habría sido "el infierno en la tierra", ya que los dioses y los titanes lucharon entre sí por la dominación. Otros panteones mitológicos se habrían involucrado después de que Kratos matara a Zeus y a los otros dioses griegos, y el resultado sería que la humanidad ya no creería en los dioses, según Jaffe, la única forma en que un dios puede morir de verdad. God of War III fue mencionado por primera vez por el director del juego God of War II, Cory Barlog, en un evento de lanzamiento de God of War II. Barlog dijo que el juego tendría una resolución HD completa de 1080p (cambiada a 720p en el lanzamiento final) y admitiría las funciones de inclinación y vibración de Sixaxis. Anunciado antes de que se introdujera el controlador DualShock 3, esto causó confusión ya que el controlador Sixaxis no es compatible con la vibración. Durante la Game Developers Conference (GDC) de 2009, el equipo creativo dijo que la capacidad de inclinación de Sixaxis se había eliminado porque "no pudieron encontrar una situación adecuada para usar Sixaxis en el juego de manera efectiva".
Después de los primeros ocho meses de desarrollo, Barlog dejó Santa Mónica en busca de otras oportunidades, y Stig Asmussen asumió el cargo de director del juego; Asmussen se desempeñó anteriormente como artista ambiental principal y director de arte en God of War y God of War II, respectivamente. En una entrevista con IGN, Asmussen dijo que Barlog "tuvo un gran impacto en el juego" y, aunque había dejado el equipo, hablaron varias veces después y "le comentaron algunas ideas", pero no hubo una colaboración formal. También dijo que David Jaffe "[había] estado en el estudio varias veces" y que "[habían] repasado algunas cosas de alto nivel con él para obtener sus observaciones y comentarios". Al principio del desarrollo, cuando Barlog estaba aún con el equipo, expresó interés en un modo cooperativo "si podemos hacer algo único con él". En noviembre de 2009, Asmussen le dijo a GamePro que aunque se había discutido una opción multijugador, no era adecuada para God of War III: "Hay una historia que queremos contar y una experiencia que queremos ofrecer, y el modo multijugador no encaja en eso". Para diciembre de 2009, el juego estaba en sus etapas finales de desarrollo.
En diciembre de 2008, Sony informó que God of War III sería el último juego de la serie. Sin embargo, en enero de 2010, John Hight le dijo a Joystiq: "Si bien God of War III concluirá la trilogía, no significará el final de la franquicia... Tendremos mucho cuidado con lo que haremos a continuación". Asmussen mencionó la posibilidad de contenido descargable; el juego se enviaría con el modo de desafío normal y se podrían lanzar nuevos modos de desafío como contenido descargable para mantener la serie. En marzo de 2009, se informó que Sony buscaba opiniones sobre una edición de coleccionista de los propietarios de PlayStation 3. En octubre, se presentó una Ultimate Edition para Norteamérica, y poco después se anunció una Ultimate Trilogy Edition para un lanzamiento limitado en Europa, Australia y Nueva Zelanda. Se anunció una Edición de trilogía para Japón, donde la Computer Entertainment Rating Organization (CERO) otorgó al juego una calificación Z solo para adultos después de que las dos versiones anteriores se consideraran adecuadas para jugadores mayores de 17 años.

### Técnico
Asmussen dijo que uno de los mayores desafíos en el desarrollo de God of War III para PlayStation 3 fue la "complejidad de todo"; las tareas individuales, como diseñar la decapitación de Helios, podrían llevar un año porque el "nivel de detalle [que se] esperaba [era] tan alto e intrincado, [cruzó] varios departamentos". Dijo que las capacidades de hardware de PlayStation 3 permitían una mayor flexibilidad en la creación de personajes y la interacción con el entorno. El modelo de personaje de Kratos en los juegos de PlayStation 2 (PS2) usaba alrededor de 5000 polígonos; el modelo de PS3 rondaba los 20.000, una cifra elevada, pero inferior a la que utilizan otros modelos como Nathan Drake en Uncharted 2: Among Thieves, que utilizó 35.000. Ken Feldman, el director de arte, comentó que el número de polígonos no era el único factor y citó el aumento de los detalles de la textura como una de las razones de la apariencia realista de Kratos. Los desarrolladores utilizaron una nueva técnica llamada mapeo normal combinado para agregar realismo al modelo básico y mejorar enormemente el rango de animación disponible (por ejemplo, movimiento muscular, incluidas las venas visibles y animaciones faciales). Todos los protagonistas principales fueron animados a mano porque los animadores produjeron un trabajo más efectivo que la captura de movimiento básica, aunque los movimientos faciales de los actores de voz fueron registrados por el sistema de captura de rendimiento de Image Metrics. Para animar cosas como el cabello, los animadores crearon un código de animación secundario, conocido como simulación dinámica, que permite que la propia PS3 calcule matemáticamente cómo debería verse; genera con precisión un movimiento que antes les tomaba largas horas a los animadores reproducir.
El motor de God of War III era el de las dos primeras entregas. El productor sénior de Santa Mónica, Steve Caterson, dijo que el equipo de desarrollo transfirió el motor de God of War II a PlayStation 3 y pudo jugar rápidamente. Todo lo que Kratos podía hacer en juegos anteriores, lo podía hacer en PlayStation 3, lo que permitió a los desarrolladores comenzar a diseñar contenido nuevo de inmediato. A medida que se desarrollaba el juego, el departamento de programación intercambiaba componentes de PlayStation 2 con componentes de PlayStation 3. Reemplazaron el renderizador, el sistema de partículas y el sistema de colisión. Feldman dijo que aunque estaban reutilizando el motor de God of War II, el motor central de God of War III era completamente nuevo. Entre la Electronic Entertainment Expo (E3) de 2009 y el momento en que se lanzó el juego, se agregó el suavizado morfológico (MLAA), que, según el ingeniero gráfico Ben Diamand, "mejoró los bordes drásticamente y ahorró cantidades sustanciales de velocidad de fotogramas". MLAA es "ahora un proceso popular de detección de bordes que puede eliminar de manera rentable los bordes irregulares de cada cuadro", lo que ayudó a Santa Mónica a liberar el ciclo de procesamiento y "les permitió agregar al espectáculo de otras maneras". Diamand también dijo que "la profundidad de campo, el desenfoque de movimiento, los rayos crepusculares de 'dioses' y la refracción se agregaron o mejoraron en calidad y velocidad" durante ese mismo período de tiempo.
Asmussen estimó que la duración total del juego es de 10 a 20 horas, "dependiendo de lo bueno que seas como jugador". El director del estudio de Santa Mónica, John Hight, aseguró a los jugadores que God of War III dura más de 10 horas: "Hemos hecho muchas pruebas de juego en él ... Sabemos que, para un jugador realmente duro, les tomará más tiempo de lo que les llevó jugar cualquiera de los juegos anteriores de God of War". El guion del juego terminado fue unas 120 páginas, y el número de enemigos en pantalla aumentó de 15 en los juegos anteriores a un máximo de 50. Para iluminar el juego, se utilizó Turtle de Illuminate Labs. El jefe de desarrollo Christer Ericson de Santa Monica Studio confirmó que God of War III tiene una carga continua; sin pantallas de carga ni requisitos de instalación de unidades de disco duro. El animador de SCE America, Bruno Velázquez, dijo que si bien los dos primeros títulos de God of War tenían cinemáticas de imágenes generadas por computadora (CGI), no habría CGI verdadero en el tercer juego: "todas las escenas se crean usando nuestro propio juego". Un tráiler del juego God of War III debutó en GameTrailers TV de Spike el 11 de febrero de 2010, y Asmussen confirmó que todas las imágenes son del juego. Se agregaron nuevos ángulos de cámara; durante algunas batallas importantes, el jugador aún puede controlar a Kratos mientras la cámara se aleja de la pelea, y se usó una vista de cámara en primera persona para la parte final de las peleas de jefes de Poseidón y Zeus. Según el director de tecnología de Santa Monica Studio, Tim Moss, God of War III usó 35 gigabytes (GB) de Blu-ray Disc. El presupuesto de God of War III fue de $44 millones de dólares y el juego tenía una plantilla de 132 personas al final de su desarrollo.
Varios actores de doblaje regresaron de entregas anteriores, incluidos Terrence C. Carson, Erin Torpey, Corey Burton, Debi Derryberry y Gwendoline Yeo, interpretando a Kratos, Atenea, Zeus, Calíope y Lisandra, respectivamente. Susanne Blakeslee, quien prestó su voz a dos personajes en God of War, prestó su voz a Gaia. La narradora Linda Hunt, quien anteriormente expresó a Gaia, solo proporcionó una narración introductoria para el juego. Rip Torn, Natalie Lander y Malcolm McDowell se unieron al elenco de actores de doblaje. Lloyd Sherr y Nolan North, quienes originalmente habían expresado a Crono y Hades, fueron reemplazados por George Ball y Clancy Brown, respectivamente. Kevin Sorbo fue elegido para dar voz a Hércules debido a su interpretación del personaje en la serie de televisión Hercules: The Legendary Journeys. Elijah Wood tuvo un papel de voz menor, y Josh Keaton y Fred Tatasciore, quienes expresaron personajes en juegos anteriores, también tuvieron papeles menores.

## Lanzamiento
En el E3 2009, se presentó la demostración de God of War III, con Kratos en los acantilados del Monte Olimpo luchando contra legionarios olímpicos, un centauro, una quimera y un cíclope. Decapita a Helios, se encuentra con Perses, monta arpías y usa las Espadas de Atenea y nuevas armas (el Cestus de Nemea y el Arco de Apolo). El 28 de octubre de 2009, SCE Europe envió correos electrónicos a los miembros de PlayStation Network con un código de activación para la demostración. El 30 de octubre, GameStop comenzó a proporcionar códigos de cupón para los clientes que ordenaron el juego por adelantado, y las primeras copias de God of War Collection tenían un código de cupón para descargar la demostración. La versión Blu-ray de District 9 incluía la demostración de God of War III y un largometraje del "making of", y la demostración se lanzó a los suscriptores de Qore el 4 de febrero de 2010. El 25 de febrero, Sony Computer Entertainment lanzó la demostración para su descarga en PlayStation Store en Europa y América del Norte. Justo antes del lanzamiento del juego, Eurogamer publicó un artículo en el que comparaba los gráficos de la demostración de God of War III con los del juego final, informando una iluminación mejorada y un desenfoque de movimiento realista en el lanzamiento final.
God of War III se lanzó en Norteamérica el 16 de marzo de 2010, el 18 de marzo en Australia, el 19 de marzo en Europa y el 25 de marzo en Japón. El juego vendió más que su predecesor en casi 400.000 copias en su primera semana. Según el rastreador minorista NPD Group, God of War III vendió alrededor de 1,1 millones de copias en los Estados Unidos a fines de marzo de 2010, lo que lo convirtió en el juego más vendido de ese mes, y sus ventas del mes de apertura fueron un 32 por ciento más altas que las de God of War II. Para junio de 2012, God of War III había vendido casi 5,2 millones de copias en todo el mundo: alrededor de 2,8 millones en Norteamérica, 2 millones en regiones PAL y 417 866 en Japón y Asia. El juego también forma parte de la línea Greatest Hits de PlayStation 3. El 28 de agosto de 2012, God of War III, God of War Collection y God of War: Origins Collection se lanzaron en Norteamérica como God of War Saga, parte de la línea PlayStation Collections de Sony.

### Marketing
God of War III tuvo una extensa campaña de marketing antes de su lanzamiento. Esta campaña comenzó a principios de 2008 cuando apareció un adelanto de God of War III como una imagen (el logotipo original de PlayStation 3 rodeado por el omega griego) al final del manual de instrucciones de God of War: Chains of Olympus. Esto fue seguido pronto por un tráiler presentado en la conferencia de prensa E3 2008 de Sony. Otro tráiler se estrenó en los Spike Video Game Awards de 2008, y en febrero de 2009 se lanzó un tráiler "oficial" de God of War III. Se estrenó un nuevo tráiler con el lanzamiento de God of War III el 16 de marzo de 2010.
En octubre de 2009, Santa Monica Studio anunció God of War III Ultimate Edition, disponible mediante pedido anticipado en Norteamérica. El paquete incluía una réplica de la caja de Pandora, un libro de edición limitada de The Art of God of War III y contenido descargable (DLC) de PlayStation Network, que incluía el modo "Desafío del Exilio", el traje "Dominus" de Kratos, el documental God of War: Unearthing the Legend, la banda sonora de la trilogía God of War y el EP God of War: Blood & Metal. Se lanzó una Ultimate Trilogy Edition limitada en Europa, Australia y Nueva Zelanda e incluía el contenido de la Ultimate Edition, así como God of War Collection, cuatro disfraces de Kratos y postales de God of War. Un paquete de PS3 de God of War III, con una PS3 de 250 GB y una copia de God of War III, también estaba disponible en Europa. Se distribuyó un kit de medios de God of War III con empaque y contenido especial a los periodistas en las regiones PAL, y varios se entregaron como premios en el sitio web de PlayStation Europa durante la semana del 22 de marzo de 2010. En Japón, God of War III se lanzó en dos paquetes: una versión independiente y God of War Trilogy Edition. Este último incluía God of War III, God of War Collection, un libro de arte y un aspecto de Kratos.
Para pedidos anticipados, algunos minoristas incluyeron un disfraz premium para Kratos: las skins Apolo, Guerrero Olvidado y Fantasma del Caos de Amazon.com, Game Crazy y Play.com, y GameStop, respectivamente. Los pedidos anticipados de GameStop también incluyeron un póster de 43 cm x 61 cm (17 x 24 pulgadas) firmado por el artista conceptual Andy Park de God of War III y una participación en su sorteo "Be the Envy of the Gods". 7-Eleven emitió un póster de God of War III para pedidos anticipados y vendió un Kratos' Fury Slurpee en vasos de God of War III. Los vasos y sus botellas Mountain Dew especialmente marcadas tenían códigos que se podían usar en el sitio web de Slurpee para el contenido descargable de God of War III, incluido un video detrás de escena, fondos de pantalla, contenido de PlayStation Home y una máscara de Kratos en el juego, la Armadura de Morfeo.
En diciembre de 2009, Santa Mónica aceptó presentaciones de video de los jugadores para determinar el fanático definitivo de God of War. Las 18 presentaciones principales se incluyeron en los créditos finales de God of War: Unearthing the Legend, y todos los ganadores recibieron una copia de God of War III Ultimate Edition firmada por el equipo de desarrollo. Sony y Spike TV patrocinaron un concurso Last Titan Standing, en el que los fanáticos mayores de 21 años podían ganar la oportunidad de jugar a God of War III antes de su lanzamiento principal. Spike's GameTrailers TV presentó God of War III: Last Titan Standing el 15 de marzo de 2010, y el ganador recibió un God of War III PS3 hecho a medida. Una semana antes del lanzamiento de God of War III, los desarrolladores publicaron la historia de fondo de Kratos en el sitio web de God of War, bajo el título "Camino al Olimpo".
El 20 de marzo de 2010, un automóvil de NASCAR conducido por Joey Logano durante el Scotts Turf Builder 300 tenía un diseño de pintura con el tema de God of War III y GameStop. En abril, Machinima.com lanzó cinco videos del "Arte del juego" para God of War III en PlayStation Store, con entrevistas a los desarrolladores del equipo. DC Unlimited produjo una línea de figuras de acción de God of War III. Para celebrar la entrada del juego en la biblioteca Greatest Hits de Sony, Santa Mónica patrocinó un sorteo del 4 de marzo al 1 de abril de 2011. Los fanes podían enviar un diseño original de un "Monstruo definitivo de God of War" para uno de los tres premios: una edición limitada en folio, una edición especial y una edición de bolsillo de The Art of God of War III, firmadas por el equipo de desarrollo.
El juego tiene 36 trofeos, otorgados por los logros de los jugadores (por ejemplo, "Liberar las compuertas" por matar a Poseidón). Cuando los jugadores recibieron el trofeo de platino, fueron vinculados al sitio web spartansstandtall.com. El 4 de mayo de 2010, el sitio se convirtió en el sitio web oficial de God of War: Ghost of Sparta, la siguiente entrega de la serie y la segunda para PlayStation Portable. Las primeras copias de Ghost of Sparta (y todas las copias digitales en Europa) incluían un vale para descargar al hermano de Kratos, Deimos, como disfraz para usar en God of War III.

### Contenido descargable
El 2 de noviembre de 2010, el aspecto del personaje de Dominus y el modo Desafío del Exilio (anteriormente exclusivo de Ultimate Edition y Ultimate Trilogy Edition) se lanzaron como un paquete en PlayStation Store. El paquete es gratuito para los suscriptores de PlayStation Plus, que pueden recibir las skins Fantasma del Caos y Guerrero Olvidado al comprar God of War y God of War II, respectivamente, por tiempo limitado. Todos los disfraces de bonificación de pedidos anticipados anteriores (Apolo, Guerrero Olvidado y Fantasma del Caos) y el DLC promocional de 7-Eleven (Armadura de Morfeo) también se lanzaron en PlayStation Store.

### God of War III Remastered
God of War III Remastered es un puerto remasterizado de God of War III para la consola PlayStation 4. Se lanzó por primera vez en América del Norte el 14 de julio de 2015, seguido de Australia y Europa continental el 15 de julio y el Reino Unido el 17 de julio. El director creativo de Santa Mónica, Cory Barlog, anunció el juego remasterizado para celebrar el décimo aniversario de la franquicia God of War. Portada por Wholesale Algorithms, la versión remasterizada tiene soporte completo de 1080p dirigido a 60 fotogramas por segundo y cuenta con un modo de fotografía, lo que permite a los jugadores editar sus fotos y compartir sus momentos favoritos. Todo el DLC que se lanzó para God of War III se incluye con God of War III Remastered. Al final de su primera semana de lanzamiento, God of War III Remastered ocupaba el noveno lugar en ventas minoristas en el Reino Unido. Durante todo el mes de julio de 2015, la versión descargable fue el séptimo título de PlayStation 4 más vendido en PlayStation Store.

## Banda sonora
En marzo y abril de 2010, God of War III: Original Soundtrack from the Video Game, compuesta por Gerard K. Marino, Ron Fish, Mike Reagan, Jeff Rona y Cris Velasco, se incluyó como contenido descargable en God of War III Ultimate Edition y Ultimate Trilogy Edition. Su CD fue lanzado el 30 de marzo por SCE y Sumthing Else. La banda sonora fue grabada por la Skywalker Session Orchestra y el Czech National Symphony Chorus. Cada compositor aportó una estética diferente a la partitura: por ejemplo, el enfoque de Marino era inquietante, rítmico y percusivo, y Fish establecía estados de ánimo desesperados y sombríos. En una entrevista con Game Music Online, Mike Reagan dijo que aunque los compositores podrían haber usado los temas de los demás, no colaboraron entre sí. Reagan dijo que la verdadera colaboración provino de Clint Bajakian, supervisor musical sénior de Sony, y su equipo. Al componer para God of War III, Reagan dijo que los compositores fueron "capaces de explorar un desarrollo más melódico que en el primer [God of War]". La partitura se grabó bajo el nuevo acuerdo de videojuegos de la American Federation of Musicians y gracias a la visión y el apoyo de Sony, los compositores pudieron grabar localmente con algunos de los mejores músicos del mundo. En una entrevista con PlayStation.Blog, Clint Bajakian describió los diferentes conjuntos que grabaron la partitura: la sección de metales es la "guitarra principal", el coro le da al juego su sensación épica, las cuerdas son el cuerpo del sonido y la percusión es el fundamento
Una revisión de nueve de diez de Square Enix Music Online elogió la orquestación de la banda sonora y la calificó como la mejor partitura de la serie hasta la fecha. G4 elogió su calidad y dijo que las composiciones eran sólidas y "fantásticas" como música independiente. Una revisión de seis de diez de Tracksounds dijo que, aunque la partitura "carece de la complejidad y la personalidad que podrían diferenciarla y darle una sensación de singularidad... [cumple] su promesa de un paquete ruidoso e iracundo". de melodías a las que puedes matar dioses... para bien o para mal". El crítico dijo: "Disfruta en pequeñas dosis". En los premios Spike Video Game Awards de 2010, la banda sonora fue nominada a Mejor banda sonora original.
| Lista de canciones |                           |              |          |  |
| N.º                | Título                    | Escritor(es) | Duración |  |
| 1.                 | «God of War III Overture» | Marino       | 3:35     |  |
| 2.                 | «Call to Arms»            | Marino       | 2:40     |  |
| 3.                 | «Poseidon's Wrath»        | Marino       | 2:32     |  |
| 4.                 | «Revenge Falling»         | Marino       | 3:10     |  |
| 5.                 | «Anthem of the Dead»      | Rona         | 1:17     |  |
| 6.                 | «Depths of Hades»         | Fish         | 2:54     |  |
| 7.                 | «The Forge of Hephaestus» | Reagan       | 2:18     |  |
| 8.                 | «Labor of Destruction»    | Fish         | 1:36     |  |
| 9.                 | «The Three Judges»        | Fish         | 1:40     |  |
| 10.                | «The Lost Souls»          | Fish         | 2:38     |  |
| 11.                | «Duel with Hades»         | Rona         | 1:43     |  |
| 12.                | «Tides of Chaos»          | Marino       | 4:24     |  |
| 13.                | «Stalker»                 | Velasco      | 1:55     |  |
| 14.                | «The Muse's Song»         | Velasco      | 2:06     |  |
| 15.                | «Brothers of Blood»       | Velasco      | 2:44     |  |
| 16.                | «Lure of a Goddess»       | Rona         | 2:07     |  |
| 17.                | «The March of Tartarus»   | Fish         | 2:00     |  |
| 18.                | «The Great Machine»       | Reagan       | 3:01     |  |
| 19.                | «Pandora's Song»          | Velasco      | 2:26     |  |
| 20.                | «Revenge Rising»          | Reagan       | 1:34     |  |
| 21.                | «All For Nothing»         | Velasco      | 2:22     |  |
| 22.                | «Rage of Sparta»          | Marino       | 1:41     |  |
| 23.                | «In the Face of Fear»     | Reagan       | 2:00     |  |
| 24.                | «End of Vengeance»        | Marino       | 4:19     |  |
| 58:42              |                           |              |          |  |

## Recepción
God of War III recibió "aclamación universal" según el agregador de reseñas Metacritic, Adam Sessler de X-Play dijo que el juego "termina la trilogía con una nota excepcionalmente alta" y "combina todos sus mejores atributos en una experiencia estelar". Chris Roper de IGN dijo que God of War III "prácticamente redefine" la escala en los videojuegos, destacando el tamaño de los Titanes como "más grandes que los niveles completos en otros juegos". Mike Jackson de Official PlayStation Magazine UK lo llamó el mayor juego de God of War hasta el momento; si fue el último juego de la serie, "God of War III le da al héroe más duro de PlayStation la despedida que se merece".
Matt Leone de 1UP dijo que la jugabilidad tiene "variedad ... Aparentemente ves, adquieres y participas en algo nuevo en cada esquina". Según Leone, cada arma "agrega mucha profundidad al sistema de combate". Christian Donlan de Eurogamer dijo que "el sistema de combate, el flujo de niveles y el ritmo de los jefes y los acertijos permanecen prácticamente intactos. Pero todo es más grande, más grandioso. y más elaborado". Elogió la accesibilidad de las armas y dijo que es fácil cambiar rápidamente entre ellas. Según Tom McShea de GameSpot, el combate y la escala "se han llevado más lejos que nunca... creando una experiencia tan enfocada y explosivamente divertida que es difícil de dejar y aún más difícil de olvidar". McShea dijo que independientemente de la repetición, "la brutalidad del combate es uno de los aspectos más satisfactorios de God of War III". Joe Juba de Game Informer llamó a God of War III "visceral" y "brutal", y Kratos " el rey indiscutible del género". Jackson, sin embargo, dijo que la familiaridad del juego central "hace que se sienta mucho, mucho mejor", y según Roper, dos de las tres armas adicionales son similares a las espadas principales; ellos "tienen poderes únicos y movimientos ligeramente diferentes, pero en general son más de lo mismo".
Su trama recibió críticas mixtas. GameTrailers dijo que la historia de God of War III hace que la mitología griega sea más interesante. Phil Hornshaw de GameFront dijo que tenía un antagonista demasiado cruel y que el juego asumía que los jugadores se deleitaban con la miseria y la violencia tanto como Kratos. Según Donlan, la historia es tan simple como puede ser. McShea dijo que aunque no continúa hasta casi el final, "se vuelve poderoso y conmovedor de maneras inesperadas, alcanzando su punto máximo en una conclusión emocionante que toca con éxito muchas emociones diferentes y proporciona un cierre para esta historia épica". Juba, por otro lado, consideró que la trama "no tiene revelaciones o desarrollos destacados".
Jackson dijo que los gráficos de God of War III eran tan buenos (si no mejores) que los de Killzone 2 y Uncharted 2: Among Thieves. Según Juba, "el trabajo de la cámara cinematográfica [es] incluso más impresionante que las hazañas de Naughty Dog con Uncharted 2". Roper dijo: "God of War III presenta algunas de las imágenes más impresionantes que he visto en un Kratos en particular se ve fenomenal y es quizás el personaje más impresionante de todos los videojuegos". Según GameTrailers, "los niveles están diseñados por expertos" y la escala del juego es el logro visual más sobresaliente.

### Premios y reconocimientos
God of War III fue galardonado con el "Juego más esperado de 2010" en los Spike Video Game Awards de 2009. En los Spike Video Game Awards de 2010, recibió el premio "Mejor juego de PS3" y "Mejores gráficos", y Kratos recibió el premio "Biggest Badass". También fue nominado a "Juego del año", "Mejor juego de acción y aventuras", "Mejor partitura original" y "Personaje del año" (Kratos). Otros premios individuales incluyen "Mejor juego de acción/aventura" (GameTrailers), "Mejor juego de acción" (GameSpy), "Mejor juego de PS3" (Game Revolution) y "Mejor juego exclusivo de PS3" (Shacknews). En la British Academy of Film and Television Arts (BAFTA) Video Game Awards de 2011, God of War III recibió el premio "Logro artístico" y fue nominado para los premios "Acción" y "Jugabilidad".
En la 14.ª edición de los premios anuales AIAS Interactive Achievement Awards (ahora conocidos como DICE Awards), God of War III ganó "Logro destacado en animación", además de ser nominado para "Juego del año", "Juego de acción del año", "Logro destacado en dirección de arte", "Logro destacado en ingeniería visual" y "Interpretación de personaje sobresaliente" por la interpretación vocal de Kratos de TC Carson.

### Remastered
Aunque el lanzamiento original de God of War III fue recibido con elogios de la crítica, God of War III Remastered solo obtuvo "críticas generalmente favorables", según el agregador de reseñas Metacritic. Los revisores encontraron extraño que Sony decidiera remasterizar God of War III para PlayStation 4, ya que su historia comienza inmediatamente con el final de God of War II, lo que puede confundir a los recién llegados que nunca jugaron los juegos anteriores. Se elogiaron las texturas más suaves y la velocidad de fotogramas mejorada, aunque debido a que el original ya tenía gráficos impresionantes, los cambios no fueron importantes y los revisores dijeron que estos cambios no eran un argumento lo suficientemente fuerte como para volver a comprar el juego por 40 dólares.

### Trabajos citados
- Santa Monica Studio, ed. (2010). God of War III (Instruction manual). Sony Computer Entertainment.